# Vindenes
Vindenes este o localitate din comuna Fjell, provincia Hordaland, Norvegia, cu o suprafață de 0,34 km² și o populație de 505 locuitori (2013).